# Sumas Prairie
Sumas Prairie är en slätt i Kanada.   Den ligger i provinsen British Columbia, i den södra delen av landet, 3 500 km väster om huvudstaden Ottawa.
I omgivningarna runt Sumas Prairie växer i huvudsak blandskog. Trakten runt Sumas Prairie är nära nog obefolkad, med mindre än två invånare per kvadratkilometer.